# 서울 화계사 동종
사인비구 제작 동종 - 서울화계사동종(思印比丘 製作 銅鍾 - 서울華溪寺銅鍾)은 조선 숙종 때 경기도와 경상도 지역에서 활동한 승려인 사인(思印) 비구가 만든 사인비구 제작 동종 중의 하나이다. 조선 숙종 9년, 1683년에 제작되었다. 2000년 2월 15일 대한민국의 보물 제11-5호로 지정되었다.
이 종은 보존상태가 양호하며, 사인비구의 종 가운데 쌍룡뉴 도입의 첫 번째 작품으로 새로운 변화를 시도하고 있음을 볼 수 있다. 상대와 유곽·위패·하대의 균형있는 배치방식에서 오는 공간의 안정감이나 세부표현에서 느껴지는 사실성과 화사함이 돋보이는 수작이다. 명문내용 또는 조선후기 승려들이 공명첩(空名帖)을 얻게되는 당시의 사회상황을 암시해주고 있어 사료적 가치가 높다.
광무 2년(1898년) 경상북도 영주시 희방사(喜方寺)에서 화계사로 옮겨졌으며, 지금은 범종각 안에 놓여 있다. 삼각산 아래에 자리한 화계사는 중종 17년(1523년) 신월(信月)이 창건한 사찰이다. 광해군 10년(1618)에 화재로 전소된 것을, 이듬해 도월(道月)이 덕흥대원군 가문의 시주를 받아 중건하였고, 고종 3년(1866년) 용선(龍船)과 범운(梵雲)이 흥선대원군의 시주로 중수하였다.
동종의 정상부는 음통(音筒) 없이 종을 매다는 고리 부분인 용뉴(龍鈕)만 표현되었는데, 천판(天板) 위에 당당하고 사실적으로 표현된 두 마리의 용을 조각하였다. 그 아래 종의 어깨 부분에 있는 상대(上帶)는 2단으로 처리하여 '六字大明王眞言'과 破地獄眞言'이라 쓴 글자를 새겼다.
상대 아래에는 유곽(遊廓) 4좌가 있는데, 각각 사각형이며 6엽(葉)의 연화좌를 마련하고 여기에 유두(乳頭) 9개씩을 배치하였다. 유곽 사이에는 위패(位牌) 4좌를 새기고 그 안에 '宗面磬石', '王道　隆', '惠日長明', '法周沙界'라는 글씨를 각각 새겼는데, 안성 청룡사동종에도 이와 똑같은 글씨가 있다.
종신(鐘身)은 어깨에서 곡선을 그리며 둥그스름하게 내려오다 종복(鐘腹) 부분에서 종구(鐘口)에 이르기까지 수직선을 이루며 내려온다. 이처럼 종구 부분이 오므라들지 않고 수직선을 보이는 것은 중국 원(元) 동종의 특징으로, 조선시대에서 17세기 이후에 보편화된 형식이었다. 그리고 종신 아래 하대는 상대와 마찬가지로 화문이 새겨져 있는데, 넝쿨 사이로 활짝 핀 꽃무늬가 어우러져 있어 화사한 분위기를 자아내고 있다.
종신 표면에는 보살상 등 그 밖의 다른 문양 장식은 없고, 명문을 양각으로 새겨 넣었을 뿐이다. 명문은 전부 200자 가까이 되며 동종의 제작 시기, 봉안 사찰, 무게 등과 더불어 동종 제작에 참여했던 시주자와 장인(匠人)의 이름이 나열되어 있는데, 그 주요 내용은 다음과 같다.
康熙二十二年癸亥四月日 慶尙道豊基地西面小伯山喜方寺大鐘重三百斤鑄成也 供養大施主…緣化秩 通政大夫畵員思印 湛衍 雪玉 淸允 祖信 厚英 別座勝旭 供養主 惠熙 惠海 化主 淸信居士 道善

## 같이 보기
- 사인비구 제작 동종

## 참고 자료
- 사인비구 제작 동종 - 서울화계사동종 - 국가유산청 국가유산포털
- 본 문서에는 서울특별시에서 지식공유 프로젝트를 통해 퍼블릭 도메인으로 공개한 저작물을 기초로 작성된 내용이 포함되어 있습니다.